# Европейско-Азиатские новости
«Европейско-Азиатские новости» (сокращённо — ЕАН) — российское информационное агентство. Год создания 1992, считается старейшим информационным агентством Среднего Урала.

## Деятельность агентства
Работает с 1992 года. Штаб-квартира находится в Екатеринбурге.
Агентство специализируется на сборе новостей и информации по Уральскому региону и распространении своей продукции по всей России.
Агентство имеет сеть собственных корреспондентов в Курганской, Свердловской, Тюменской, Челябинской, Оренбургской, Пермской областях, в Башкирии, Ханты-Мансийском и Ямало-Ненецком автономных округах.
Лентой новостей ЕАН пользуются средства массовой информации Свердловской и Оренбургской областей, Пермского края, Санкт-Петербурга и Москвы.

## Собственники и руководство
Учредителем является общество с ограниченной ответственностью «Европейско-Азиатские Новости».
Генеральный директор — Анна Касюкова
Главный редактор — Артём Рябов.
В 2018 году Александр Кириллов получил награду от Союза журналистов России в номинации «За профессиональное мастерство». 

## Награды
- По итогам всероссийского конкурса ЕАН признавалось лучшим информационным агентством страны.[источник не указан 1171 день]
- Является неоднократным лауреатом конкурсов журналистского мастерства среди средств массовой информации Свердловской области.[источник не указан 1171 день]
- Неоднократно признавалось лучшей медиа-структурой по освещению тем политика, финансы, правоохранительная деятельность.[источник не указан 1171 день]
- Информационное агентство «Европейско-Азиатские новости» является победителем Всероссийского конкурса по освещению Всероссийской переписи населения-2002 среди информационных агентств Уральского федерального округа.[источник не указан 1171 день]